# Pasi Ronkainen
Pasi Ronkainen – fiński skoczek narciarski.
Najlepsze wyniki w Pucharze Świata osiągnął w sezonie 1979/1980, kiedy zajął 64. miejsce w klasyfikacji generalnej. Punktował w dwóch konkursach: Sankt Moritz (11. miejsce) oraz w Engelbergu (10. miejsce).

## Puchar Świata

### Miejsca w klasyfikacji generalnej
| Sezon     | Miejsce |
| --------- | ------- |
| 1979/1980 | 64.     |

### Miejsca w poszczególnych konkursach indywidualnychPucharu Świata
| Źródło | Źródło                 | Źródło                 | Źródło        | Źródło        | Źródło                 | Źródło       | Źródło        | Źródło            | Źródło       | Źródło      | Źródło       | Źródło       | Źródło       | Źródło      | Źródło          | Źródło          | Źródło          | Źródło              | Źródło              | Źródło     | Źródło     | Źródło  | Źródło        | Źródło        | Źródło | Źródło | Źródło | Źródło | Źródło | Źródło | Źródło | Źródło | Źródło | Źródło | Źródło | Źródło | Źródło | Źródło | Źródło | Źródło | Źródło | Źródło | Źródło | Źródło | Źródło | Źródło | Źródło | Źródło | Źródło |
| --- | ---------------------- | ---------------------- | ------------- | ------------- | ---------------------- | ------------ | ------------- | ----------------- | ------------ | ----------- | ------------ | ------------ | ------------ | ----------- | --------------- | --------------- | --------------- | ------------------- | ------------------- | ---------- | ---------- | ------- | ------------- | ------------- | ------ | ------ | ------ | ------ | ------ | ------ | ------ | ------ | ------ | ------ | ------ | ------ | ------ | ------ | ------ | ------ | ------ | ------ | ------ | ------ | ------ | ------ | ------ | ------ | ------ |
| Sezon 1979/1980 |                        |                        |               |               |                        |              |               |                   |              |             |              |              |              |             |                 |                 |                 |                     |                     |            |            |         |               |               |        |        |        |        |        |        |        |        |        |        |        |        |        |        |        |        |        |        |        |        |        |        |        |        |        |
| Cortina d’Ampezzo                                                                                                  | Oberstdorf             | Garmisch-Partenkirchen | Innsbruck     | Bischofshofen | Sapporo                | Sapporo      | Thunder Bay   | Thunder Bay       | Zakopane     | Zakopane    | Saint-Nizier | Saint-Nizier | Sankt Moritz | Gstaad      | Vikersund       | Engelberg       | Lahti           | Lahti               | Falun               | Oslo       | Planica    | Planica | Štrbské Pleso | Štrbské Pleso | punkty |        |        |        |        |        |        |        |        |        |        |        |        |        |        |        |        |        |        |        |        |        |        |        |        |
| - | -                      | -                      | -             | -             | -                      | -            | -             | -                 | -            | -           | -            | -            | 11           | 28          | -               | 10              | 50              | -                   | -                   | -          | -          | -       | -             | -             | 11     |        |        |        |        |        |        |        |        |        |        |        |        |        |        |        |        |        |        |        |        |        |        |        |        |
| Sezon 1980/1981 |                        |                        |               |               |                        |              |               |                   |              |             |              |              |              |             |                 |                 |                 |                     |                     |            |            |         |               |               |        |        |        |        |        |        |        |        |        |        |        |        |        |        |        |        |        |        |        |        |        |        |        |        |        |
| Oberstdorf | Garmisch-Partenkirchen | Innsbruck              | Bischofshofen | Harrachov     | Liberec                | Sankt Moritz | Gstaad        | Engelberg         | Ironwood     | Ironwood    | Sapporo      | Sapporo      | Thunder Bay  | Thunder Bay | Chamonix        | Saint Nizier    | Lahti           | Lahti               | Falun               | Oslo       | Bærum      | Planica | Planica       | punkty        | punkty | punkty | punkty | punkty | punkty | punkty | punkty | punkty | punkty | punkty | punkty | punkty | punkty | punkty | punkty | punkty | punkty | punkty |        |        |        |        |        |        |        |
| - | -                      | -                      | -             | -             | -                      | -            | -             | -                 | -            | -           | -            | -            | -            | -           | -               | -               | 29              | 60                  | -                   | -          | -          | -       | -             | 0             | 0      | 0      | 0      | 0      | 0      | 0      | 0      | 0      | 0      | 0      | 0      | 0      | 0      | 0      | 0      | 0      | 0      | 0      |        |        |        |        |        |        |        |
| Sezon 1981/1982 |                        |                        |               |               |                        |              |               |                   |              |             |              |              |              |             |                 |                 |                 |                     |                     |            |            |         |               |               |        |        |        |        |        |        |        |        |        |        |        |        |        |        |        |        |        |        |        |        |        |        |        |        |        |
| Cortina d’Ampezzo                                                                                                  | Oberstdorf             | Garmisch-Partenkirchen | Innsbruck     | Bischofshofen | Sapporo                | Sapporo      | Thunder Bay   | Thunder Bay       | Sankt Moritz | Engelberg   | Oslo         | Oslo         | Lahti        | Lahti       | Bad Mitterndorf | Bad Mitterndorf | Bad Mitterndorf | Szczyrbskie Jezioro | Szczyrbskie Jezioro | Planica    | Planica    | punkty  | punkty        | punkty        | punkty | punkty | punkty | punkty | punkty | punkty | punkty | punkty | punkty | punkty | punkty | punkty | punkty | punkty | punkty | punkty |        |        |        |        |        |        |        |        |        |
| - | -                      | -                      | -             | -             | -                      | -            | -             | -                 | -            | -           | -            | -            | 42           | 29          | -               | -               | -               | -                   | -                   | -          | -          | 0       | 0             | 0             | 0      | 0      | 0      | 0      | 0      | 0      | 0      | 0      | 0      | 0      | 0      | 0      | 0      | 0      | 0      | 0      |        |        |        |        |        |        |        |        |        |
| Sezon 1982/1983 |                        |                        |               |               |                        |              |               |                   |              |             |              |              |              |             |                 |                 |                 |                     |                     |            |            |         |               |               |        |        |        |        |        |        |        |        |        |        |        |        |        |        |        |        |        |        |        |        |        |        |        |        |        |
| Cortina d’Ampezzo                                                                                                  | Oberstdorf             | Garmisch-Partenkirchen | Innsbruck     | Bischofshofen | Harrachov              | Harrachov    | Lake Placid   | Lake Placid       | Thunder Bay  | Thunder Bay | Sankt Moritz | Gstaad       | Engelberg    | Vikersund   | Vikersund       | Vikersund       | Falun           | Falun               | Lahti               | Lahti      | Bærum      | Oslo    | Planica       | Planica       | punkty |        |        |        |        |        |        |        |        |        |        |        |        |        |        |        |        |        |        |        |        |        |        |        |        |
| - | -                      | -                      | -             | -             | -                      | -            | -             | -                 | -            | -           | -            | -            | -            | -           | -               | -               | -               | -                   | 29                  | 62         | -          | -       | -             | -             | 0      |        |        |        |        |        |        |        |        |        |        |        |        |        |        |        |        |        |        |        |        |        |        |        |        |
| Sezon 1983/1984 |                        |                        |               |               |                        |              |               |                   |              |             |              |              |              |             |                 |                 |                 |                     |                     |            |            |         |               |               |        |        |        |        |        |        |        |        |        |        |        |        |        |        |        |        |        |        |        |        |        |        |        |        |        |
| Thunder Bay | Thunder Bay            | Lake Placid            | Lake Placid   | Oberstdorf    | Garmisch-Partenkirchen | Innsbruck    | Bischofshofen | Cortina d’Ampezzo | Harrachov    | Liberec     | Sapporo      | Sapporo      | Sarajewo     | Sarajewo    | Lahti           | Lahti           | Falun           | Lillehammer         | Oslo                | Oberstdorf | Oberstdorf | Planica | Planica       | punkty        | punkty | punkty | punkty | punkty | punkty | punkty | punkty | punkty | punkty | punkty | punkty | punkty | punkty | punkty | punkty | punkty | punkty | punkty |        |        |        |        |        |        |        |
| - | -                      | -                      | -             | -             | -                      | -            | -             | -                 | -            | -           | -            | -            | -            | -           | 66              | 45              | -               | -                   | -                   | -          | -          | -       | -             | 0             | 0      | 0      | 0      | 0      | 0      | 0      | 0      | 0      | 0      | 0      | 0      | 0      | 0      | 0      | 0      | 0      | 0      | 0      |        |        |        |        |        |        |        |
| Legenda |                        |                        |               |               |                        |              |               |                   |              |             |              |              |              |             |                 |                 |                 |                     |                     |            |            |         |               |               |        |        |        |        |        |        |        |        |        |        |        |        |        |        |        |        |        |        |        |        |        |        |        |        |        |
| 1 2 3 4-10 11-15 poniżej 15 dq – dyskwalifikacja= q – zawodnik nie zakwalifikował się - – zawodnik nie wystartował |                        |                        |               |               |                        |              |               |                   |              |             |              |              |              |             |                 |                 |                 |                     |                     |            |            |         |               |               |        |        |        |        |        |        |        |        |        |        |        |        |        |        |        |        |        |        |        |        |        |        |        |        |        |